# Michele Paolucci
Michele Paolucci, né le 6 février 1986 à Recanati, dans la province de Macerata dans la région des Marches en Italie, est un footballeur italien.
Surnommé Baby Batistuta, il évolue au poste d'ailier droit.

## Biographie

### Club
Michele Paolucci est formé à la Juventus de Turin.